# Narvan
Narvan česká funk-rocková hudební skupina původem z Brna

## Diskografie
- Bez filtru (1995)
- N2 (1996)
- L.O.V.E. (1999)
- Best of (2001)
- Noc den (singl, 2006)

## Historie
Skupinu založil zpěvák a skladatel Mario Feinberg v roce 1994 po svém návratu          z dlouhodobého pobytu v zahraničí (Německo, Austrálie, USA). Na základě demosnímků vlastních skladeb podepisuje kontrakt s vydavatelstvím BMG a postupně zve ke spolupráci kytaristu Martina „Marty“ Pokoru, bubeníka Hanse Machalu              a baskytaristu Zdeňka Smetanu. Po několikaměsíčním zkoušení nová skupina (již    pod názvem „Narvan“) nahrává ve studiu SONO s producentem Liborem „Mikešem“ Mikoškou debutové album „Bez Filtru“, které vychází na jaře roku 1995. Po nahrávání se producent stává stálým členem skupiny, která od této doby vystupuje v obsazení se dvěma kytarami. Skupina je po úspěchu alba nominována na cenách Grammy (předchůdce cen české hudební akademie „Anděl“) v kategorii „Objev roku“.
Mario Feinberg o názvu: Jsme přemýšleli strašně dlouhou dobu o názvu, jak se budem jmenovat. A pak jsme si řekli, že název dělá kapela, čili, že je to jedno a první tři oříšky, první co nám klepne přes nos tak Popelce donesem. Seděli jsme u stolu a byla dobrá nálada a kdosi se tam bavil o nějakým klukovi co se mu říká, nebo se vlastně jmenuje Marvan, a že je věčně narvanej. A Márty (Pokora) říká:" A proč mu teda neřikáte NARVAN ?!!" a on se tak zarazil, podíval se na mě, já ve stejný okamžik na něho a řekli jsme si, jestli se z toho zítra nepoblijem, tak už si to necháme. Pak jsme to dotáhli klukům a samozřejmě, že se to nikomu nelíbílo, čili jsem říkal: "O.K., jestli se vám to nelíbí, je to v pohodě. To máte právo. Tak řekněte něco konstruktivního, čím to nahradíme. A jestli nic nepřinesete, tak už to bude tak." Nic nepřinesli. Hanse toho napadlo "Combo FH" a takový nějaký názvy nebo "Brněnská pětka" nebo "Hudba Brno" , Brněnský Výběr...... ne nic takovýho nikdo nic nepřinesl a my jsme ten název v tý době už dost potřebovali. Takže takhle.
V roce 1996 skupina koncertuje na klubové scéně i hudebních festivalech. Během léta v ostravském studiu „Citron“ natáčí album       s názvem „N2“, které na podzim roku vychází u téhož vydavatele a následujícího roku (1997) je nominováno na cenu Grammy           v kategorii „Deska roku“.
V roce 1998 skupina po zániku vydavatelství BMG a neshodách s nástupnickým vydavatelstvím BM music nahrává ve studiu SONO třetí album „L.O.V.E.“, které roku 1999 skupina vydává vlastním nákladem.
V roce 2000  skupina absolvuje  turné  se skupinou „BUTY“. 13. dubna 2000, během cesty na koncert v Třebíči na 188.kilometru dálnice D1 dochází k dopravní nehodě, při níž zahynuli zpěvák Mario Feinberg a kytarista Martin Pokora, kytarista Libor Mikoška byl těžce zraněn. Tato  tragická událost přerušila na několik let činnost skupiny.
V září 2001 firma BMG vydává kompilaci „Best of“ s výběrem nejúspěšnějších a do té doby nezveřejněných skladeb.
Od roku 2003 navazují původní členové spolupráci se zpěvákem Alešem Čumou (Bratrstvo, Helmutova Stříkačka) a zahajují koncertní činnost. Vystoupení obsahují mix skladeb z prvních tří alb a nových písní. V roce 2006 vychází nový singl Noc den, kde zpívá Aleš Čuma a kapela k němu natočí i videoklip. 
8. ledna 2008 oznamuje po vnitřních neshodách kapela na svých internetových stránkách ukončení činnosti.
V létě 2024 dochází k obnově skupiny, kterou doplňují členové skupiny “Jezerel“, zpěvák Tomáš Sobotka a kytarista Petr Havlík.